# Terremoto de Kamchatka de 1952
El terremoto de Kamchatka de 1952 azotó la costa de la península de Kamchatka a las 04:58 hora local del 5 de noviembre de 1952. El terremoto de 9,0 provocó un gran tsunami que azotó Severo-Kurilsk, las islas Kuriles, el óblast de Sajalín, la República Socialista Federativa Soviética de Rusia y la URSS. Esto condujo a la destrucción de muchos asentamientos en el óblast de Sajalín y el óblast de Kamchatka, mientras que el impacto principal afectó a la ciudad de Severo-Kurilsk. Es el quinto terremoto más poderoso desde 1900 y, hasta la fecha, el terremoto más poderoso en la historia de Rusia.

## Entorno tectónico
El terremoto ocurrió frente a la costa este de la península de Kamchatka, que corre paralela a la fosa de las Kuriles, el área donde convergen las placas del Pacífico y del mar de Ojotsk. Al ser más antiguo y, por lo tanto, más denso, el Pacífico se subduce debajo de la península de Kamchatka, que se encuentra en la placa del mar de Ojotsk. Estas dos placas se encuentran a lo largo de un límite convergente, marcado por la trinchera. La zona de subducción es sismogénica y produce terremotos de Kamchatka, que ocasionalmente generan tsunamis. Los terremotos asociados con la zona de subducción de las Kuriles son del tipo megaempuje. La zona de subducción está asociada con al menos dos terremotos conocidos de 9,0 en el período preinstrumental; en 1737 y 1841. El terremoto de 1737 midió 9,3 y generó el tsunami más grande conocido en la península. Otro terremoto de 9,0 azotó la península en 1841. Generó un tsunami de hasta 15 metros de altura y se sintió con una intensidad máxima de VIII a IX.

## Terremoto
El terremoto rompió un parche de la zona de subducción que se extiende desde la parte norte de Onekotan hasta el cabo Shipunskii; aproximadamente 700 km de largo. El ancho de ruptura se estima en alrededor de 150 a 200 km. El deslizamiento en el parche de ruptura ocurrió en una dirección perpendicular a la Fosa de las Kuriles.
Dos años antes del sismo principal, comenzó una secuencia de sismos preliminares cerca de la ubicación del epicentro, así como en el borde sur de la ruptura. La secuencia de réplicas un mes después del sismo principal se utilizó para definir la extensión norte del deslizamiento.

## Tsunami
Se generó un tsunami a 130 kilómetros de la costa de Kamchatka, que impactó en Severo-Kurilsk con tres olas de unos 15 a 18 metros de altura. Después del terremoto, la mayoría de los ciudadanos de Severo-Kurilsk huyeron a las colinas circundantes, donde escaparon de la primera ola. Sin embargo, la mayoría de ellos regresaron al pueblo y fueron muertos por la segunda ola. Según las autoridades, de una población de 6.000 personas, 2.336 murieron. Los supervivientes fueron evacuados a la Rusia continental. Luego, el asentamiento fue reconstruido en otro lugar.

## Daños a la propiedad en Estados Unidos
Los principales daños percibidos en Estados Unidos se relegaron al archipiélago de Hawái, teniendo un costo estimado entre 800.000 y 1.000.000 de dólares en daño a propiedades, se reportaron 6 vacas muertas sin perderse vidas humanas dentro del archipiélago. Los daños se concentraron en la destrucción de botes, líneas telefónicas e infraestructura portuaria además de que el tsunami arrasó playas y prados. En el puerto de Honolulu causó el choque entre una barcaza de cemento y un carguero. En Hilo, destruyó un pequeño puente que conectaba la isla mayor con la cercana Isla de Coco.